# Aulacophora flavicornis
Aulacophora flavicornis là một loài bọ cánh cứng trong họ Chrysomelidae. Loài này được Chapuis miêu tả khoa học năm 1876.